# Saxicola insignis
La tarabilla de Hodgson (Saxicola insignis) es una especie de ave paseriforme de la familia Muscicapidae propia de las montañas de Asia. Es un pájaro migratorio que cría en las montañas de Mongolia y las ayacentes de Rusia, y pasa el invierno a los pies del Himalaya.

## Distribución y conservación
BirdLife International la clasifica como especie vulnerable. En 2001, su población total de tarabilla de Hodgson se estimaba entre los 3.500 and 15.000 individuos. Su mayor amenaza parece ser la rápida desaparición de los herbazales en sus cuarteles invernales. La tarabilla de Hodgson pasa el invierno en Nepal y las regiones de Terai y las Dooars de la India. Prefiere los herbazales húmedos, los juncales y los tamarices de las riberas, y también se puede encontrar en los campos de caña de azúcar. En primavera y verano cría en las pradera alpinas y subalpinas, y las zonas de matorral de las montañas de Mongolia y las zonas aledañas de Rusia.